# Gare de Liège-Vivegnis
La gare de Liège-Vivegnis est une ancienne gare de la ligne 34 de Hasselt à Liège-Guillemins, située dans le quartier Saint-Léonard, entre les gares de Liège-Palais (aujourd'hui Liège-Saint-Lambert) et de Herstal. Elle est aujourd'hui disparue.

## Histoire
La station de Liège-Vivegnis est mise en service le 1er mai 1865 par la Compagnie du chemin de fer Liégeois-Limbourgeois lorsqu'elle met en service le tronçon de Glons à Liers de sa ligne qui rejoint la frontière entre la Belgique et les Pays-Bas près d'Eindhoven. C'est alors une gare en cul-de-sac ; la ligne sera seulement prolongée vers la gare des Guillemins le 1er septembre 1877 après le percement de quatre tunnels sous la ville.
La gare est fermée en 1984 (mais la ligne 34 de Hasselt à Liège-Guillemins passe toujours où elle se trouvait).

## Projet
En 2020, le projet de réouverture d'une halte ferroviaire à Vivegnis est débattu. Le conseil communal est pour, mais le ministre de la Mobilité a dit en réponse à une question parlementaire que « ce n'était pas à l'ordre du jour ».